# Otus grucheti
Otus grucheti (лат.) — вид небольших сов, живших на острове Реюньон и вымерших до, либо в самом начале его колонизации европейцами.
Принадлежит к роду совок (Otus); ранее вместе с ещё двумя видами совок Маскаренских островов (O. murivorus и O. sauzieri) причислялся к полифилетическому роду Mascarenotus.

## Описание
Вид известен по найденным останкам. Внешность и размер, скорее всего, соответствовали таковым у длинноухой совы. Род Ninox также был близок этим совам. Скорее всего, эти птицы вели наиболее наземный образ жизни среди близких видов, имели относительно длинные ноги и редуцированную способность к полёту. Можно предположить, что они охотились на спящих певчих птиц, как это делает не родственный им, однако сравнимый по сходству мест обитания Grallistrix с Гавайских островов.

## Вымирание
Сова не была описана Дюбуа, который скрупулезно описал орнитофауну острова в 1671—1672 годах. Это могло означать, что она уже вымерла к тому времени, либо вела скрытный образ жизни. Причины вымирания неизвестны, вина в нём человека не доказана. Единственным завезённым на остров в значимом количестве к тому времени посторонним животным были свиньи, однако неясно, гнездились ли совы этого вида на земле и представляли ли те опасность для них самих или их яиц.